# GW170104

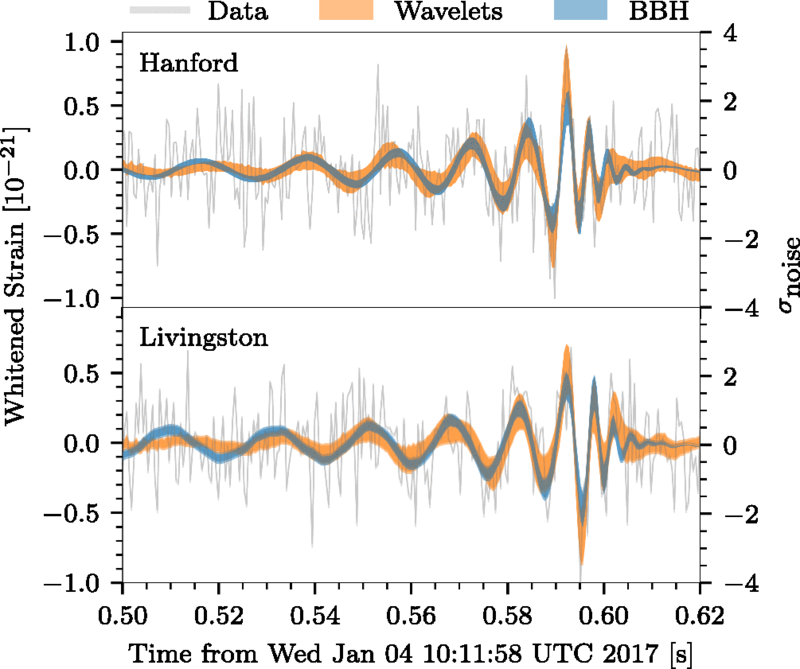
Сигнал GW170104

GW170104 — гравитационно-волновой всплеск, обнаруженный гравитационно-волновой обсерваторией LIGO 4 января 2017 года, третье (после GW150914 и GW151226) надёжно установленное событие такого рода за всю историю наблюдений гравитационных волн. О наблюдении события объявлено 1 июня 2017 года коллаборациями LIGO и Virgo

## Обнаружение события
Сигнал был обнаружен детекторами LIGO в 10:11:58,6 UTC 4 января 2017 года. При этом волна дошла до детектора в Хэнфорде на 3 миллисекунды раньше детектора в Ливингстоне. Это позволяет грубо определить область на небесной сфере, откуда мог прийти всплеск; эта область представляет собой протяжённую дугу малого круга. Амплитуда всплеска на Земле составляет около 0,5×10−21.

## Астрофизический источник
Анализ показывает, что сигнал возник в результате сближения по спирали и последующего слияния пары чёрных дыр с массами 31,2+8,4
−6,0 M⊙ и 19,4+5,3
−5,9 M⊙ (погрешности указаны с доверительной вероятностью 90%). Пара находилась на расстоянии 880+450
−390 мегапарсек (2,9+1,5
−1,3 млрд световых лет) от Земли, что соответствует красному смещению z=0,18+0,08
−0,07. Образовавшаяся в результате слияния чёрная дыра имеет массу 48,7+5,7
−4,6 M⊙, около двух солнечных масс обратилось в энергию гравитационных волн. Пиковая светимость сливающейся пары в гравитационных волнах составляла (3,1+0,7
−1,3)⋅1056 эрг/с.